# Kaúlza de Arriaga
Kaúlza de Oliveira de Arriaga GOC • GCC • OA • GOIH • GOOMM • MPMA • GOMA (Porto, 18 de Janeiro de 1915 – Lisboa, 3 de Fevereiro de 2004) foi um general português, escritor, professor e político.

## Biografia
Descendente de família Açoriana, o seu nome foi atribuído pela mãe segundo o nome de uma personagem do romance que estava a ler.
Completou o curso superior de Matemática e Engenharia na Faculdade de Ciências e na Faculdade de Engenharia da Universidade do Porto.
Depois de concluir os seus estudos em Matemática e Engenharia, foi para o Exército Português, como voluntário, a 1 de Novembro de 1935, tendo acabado os cursos de Engenharia Militar e Engenharia Civil da Escola do Exército, em 1939. Em 1949, terminou o curso do Estado-Maior e dos Altos Comandos do Instituto de Altos Estudos Militares, onde se formou com distinção.
Sob ordens de Salazar e Marcello Caetano, foi comandante das Forças Terrestres em Moçambique (1969-1970) e foi Comandante em Chefe das Forças Armadas em Moçambique (1970/1973) durante a Guerra do Ultramar. Foi membro do Conselho da Ordem Militar de Nosso Senhor Jesus Cristo (1966/1974).
Como militar, esforçou-se na reforma dos sistemas de recrutamento e de treino, preocupou-se com a modernização dos transportes aéreos militares e incentivou o Corpo de Tropas Paraquedistas e a sua integração na Força Aérea. Ficou conhecido principalmente pelas campanhas militares que comandou em Moçambique, durante a Guerra do Ultramar, sobretudo na grandiosa Operação Nó Górdio (1970), que resultou num enorme sucesso militar que chegou a ser publicamente admitido pela FRELIMO que como consequência dessa operação moveu o seu esforço de guerra para a zona de Tete.[carece de fontes?]
Colaborador fiel de Oliveira Salazar, chegando a ser decisivo no fracasso do Golpe de Estado de Botelho Moniz de 1961, Kaúlza teve várias funções de carácter civil e militar, como a de Chefe de Gabinete do Ministério da Defesa, Subsecretário e Secretário de Estado da Aeronáutica, professor do Instituto de Altos Estudos Militares, presidente da Junta de Energia Nuclear, presidente executivo da empresa de petróleos Angol S.A., de comandante das forças terrestres em Moçambique e de Comandante em Chefe em Moçambique.
Depois do 25 de Abril de 1974 foi passado compulsivamente à situação de reserva sendo depois preso no 28 Setembro. Sem culpa formada, após 16 meses de detenção foi libertado em Janeiro de 1976. Em Janeiro de 1977 criou o Movimento Independente para a Reconstrução Nacional / Partido da Direita Portuguesa (MIRN-PDP), um partido de extrema-direita, do qual foi Presidente até perder o cargo para o Advogado António dos Santos Ferreira e à cessação de actividades do partido a seguir às eleições legislativas de 1980.
A partir de 10 de Junho de 1994, o General Kaúlza de Arriaga integra a Comissão de Honra dos Encontros Nacionais de Combatentes, junto ao Monumento Nacional alusivo frente ao Forte do Bom Sucesso. Em 21 de Janeiro de 2004, desde há alguns anos afectado pela doença de Alzheimer, dá entrada nos Cuidados Intensivos do Hospital Militar da Estrela, onde passaria os seus últimos dias até falecer, às 19h30 de 2 de Fevereiro de 2004; às 13h00 de 4 de Fevereiro foi sepultado com todas as honras militares no Cemitério dos Prazeres em Lisboa.

## Condecorações[1][2]
- Oficial da Ordem Militar de São Bento de Avis de Portugal (10 de Novembro de 1950)
- Cruz de Segunda Classe com Distintivo Branco da Ordem do Mérito Militar de Espanha (20 de Junho de 1953)
- Grande-Oficial da Ordem do Mérito Militar do Brasil (21 de Janeiro de 1956)
- Grande-Oficial da Ordem do Mérito Aeronáutico do Brasil[3]
- Comendador da Legião do Mérito dos Estados Unidos (17 de Novembro de 1958), atribuída pelo Presidente Dwight D. Eisenhower
- Grande-Oficial da Ordem Militar de Nosso Senhor Jesus Cristo de Portugal (5 de Março de 1959)
- Grande-Oficial da Ordem Nacional da Legião de Honra de França (3 de Novembro de 1960)
- Grande-Oficial da Ordem do Infante D. Henrique de Portugal (3 de Janeiro de 1961)
- Grã-Cruz da Ordem Militar de Nosso Senhor Jesus Cristo de Portugal (19 de Dezembro de 1962)
- Medalha de Mérito Aeronáutico de 1.ª Classe de Portugal[4]
- Medalha de Prata de Serviços Distintos de Portugal[3]
- Grã-cruz de Mérito Aeronáutico de Espanha[3]

## Livros publicados
- Energia Atómica - 1949
- Portugal Novo, Grande e Rico - 1962.
- Portuguese National Defence During the Last 40 Years and in the Future - 1966
- A Defesa Nacional Portuguesa nos Últimos 40 anos e no Futuro (duas edições) - 1966
- O Problema Ultramarino Português - 1967
- Algumas Questões Nucleares em Portugal - 1969
- Message on Taking Over Ccommand of Ground Forces in Mozambique on 15 July 1969 - 1969
- Guerras Coloniais e Descolonização: Entrevista - 1970
- A Solução Portuguesa - 1971
- A Luta em Moçambique: 1970-1973 (duas edições) - 1973.
- The Portuguese Answer - 1973 - ISBN 0-85468-453-0
- Coragem, Tenacidade e Fé (duas edições) - 1972
- A Conjuntura Nacional e a Minha Posição perante o Momento Político Português (duas edições) - 1976
- Pontos Programáticos de um Novo Presidente da República - 1976
- No caminho das Soluções do Futuro (três edições) - 1977
- A Proposta-MIRN: Comunicação ao País em 28 de Junho de 1977 - 1977
- África - A Vitória Traída (co-autor) - 1977
- Guerra e Política: Em Nome da Verdade, os Anos Decisivos (duas edições) - 1987
- Estratégia Global - 1988
- As Tropas Pára-Quedistas Portuguesas 1956-1993 (pref. Kaúlza de Arriaga) - 1992.
- Sínteses (duas edições) - 1992
- Maastricht: Pior ainda que o "25 de Abril"!? - 1992
- Novas Sínteses: Contributos para a História Contemporânea de Portugal - 2001 - ISBN 972-8563-30-2
- Enfermeiras pará-quedistas: 1961-2002 (testemunho Kaúlza de Arriaga) - 2006 - ISBN 972-8816-90-1

## Literatura
- Apontamento: Arriaga, Gen. Kaulza Oliveira de (1915-), em: Ian F. W. Beckett: Encyclopedia of Guerrilla Warfare, New York 2001, p. 17.